# Daniel Boulud

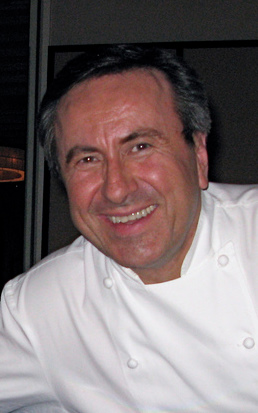

Daniel Boulud (Saint-Pierre de Chandieu, Francia, 25 de marzo de 1955) es un chef francés, propietario de diversos restaurantes en Nueva York, Las Vegas, Palm Beach, y Miami. Se le conoce por el restaurante que lleva su nombre, Daniel, en Nueva York. A pesar de haber nacido en Francia su reputación ha crecido en Estados Unidos, hasta el punto de que en 2010 la prestigiosa revista The Restaurant, que en 2009 le calificaba en el puesto 33, lo ha elevado hasta el puesto octavo.
En su restaurante, calificado con tres estrellas Michelín, la cocina de Boulud gira alrededor de los productos de temporada, especialmente las verduras. 

## Libros
- Cooking with Daniel Boulud (1993)
- Daniel Boulud’s Café Boulud Cookbook (1999)
- Daniel Boulud Cooking in New York City (2002)
- Daniel’s Dish, Entertaining at Home with a Four Star Chef (2003)
- Letters to a Young Chef (2003)
- Braise: a Journey Through International Cuisine (2006)